# Tytus Flawiusz
Tytus Flawiusz, Titus Flavius Sabinus Vespasianus (ur. 30 grudnia 39 w Rzymie, zm. 13 września 81) – cesarz rzymski od 24 czerwca 79 do swojej śmierci. Syn cesarza Wespazjana i Domitilli Starszej, starszy brat Domicjana i Domitilli Młodszej. 

## Życiorys
W dzieciństwie wychowywał się razem z Brytanikiem, synem cesarza Klaudiusza i Messaliny, przypadkowo uniknął śmierci, gdy tamten został otruty przez Nerona. Tytus spożył niewiele podanej im potrawy i jedynie przez długi czas chorował. W roku 57 wstąpił do jednego z legionów nadreńskich, gdzie służył w stopniu trybuna. W roku 59 powrócił do Rzymu, gdzie rozpoczął studia prawnicze. Na Wschodzie przebywał od roku 66 do czerwca 71. Od 67 razem z ojcem Wespazjanem tłumił powstanie żydowskie w Palestynie. Od 69 r. prowadził działania samodzielnie, gdyż Wespazjan został w Aleksandrii obwołany imperatorem. Tytus zakończył wojnę żydowską (66-70) zdobywając i burząc Jerozolimę. W początkowym etapie działań oblężniczych został odcięty od eskorty i omal nie wzięty do niewoli. Po stłumieniu powstania żydowskiego ani Tytus, ani jego ojciec nie przyjęli tytułu Iudaicus, prawdopodobnie dlatego, aby nie drażnić żydowskiej diaspory. Podczas rządów ojca piastował urząd prefekta pretorianów i zdaniem Swetoniusza wsławił się bezwzględnością w walce z przeciwnikami, m.in. kazał zamordować dawnego dowódcę Witeliusza – Aulusa Cecynę.

### Jako cesarz
Po wstąpieniu na tron okazał się jednak władcą łagodnym i wyrozumiałym. Swetoniusz nazywa go umiłowaniem i rozkoszą rodzaju ludzkiego (amor et deliciae generis humani). Przychylnie oceniają go także późniejsi rzymscy pisarze. Pewnego razu, gdy cesarz uświadomił sobie, że niczego dobrego nie uczynił w tym dniu dla poddanych, miał zawołać Przyjaciele, straciłem dzień! (Amici, diem perdidi!). Za jego panowania nastąpiła erupcja Wezuwiusza (79), w Rzymie wybuchł groźny pożar i zaraza (80), lecz zostało również ukończone Koloseum.
Zmarł w rodzinnej posiadłości w Raete po krótkiej chorobie, prawdopodobnie na febrę. Nie brak również domysłów, iż to Domicjan go otruł. Umarł, nie dokończywszy zdania: W jednym tylko zawiniłem. Nie wyjawił, co to było. Tytus bardzo zgodnie współrządził z Senatem, dlatego doczekał się życzliwych opinii rzymskich historyków. Podobno też nie znosił krwi na arenie i nie pozwolił nigdy, by przed jego obliczem dobijano rannych gladiatorów. Umiał śpiewać i grać na lirze, układał dobre wiersze, był też zdumiewająco zdolnym stenotypistą, oraz naśladował każde pismo, jakie tylko zobaczył, często mawiał, że „mógłby być najlepszym fałszerzem” (maximum falsarium esse potuisse).

## Małżeństwa i dzieci
- Arrecina Tertulla
- Marcia Furnilla
  - Julia Titi

Jego kochanką była Berenika.